# 정일권 (공무원)
정일권(鄭一權, 1951년 ~ )은 대한민국의 전직 공무원이었다. 국가보훈처 보훈관리국장·서울지방보훈청장 등을 거쳐 국가보훈처 차장 등을 지냈다.

## 학력
- 부산고등학교 졸업
- 5년제 한국방송통신대학교 행정학과 학사

## 경력
- 7급 공개채용시험 합격
- 국가보훈처 보훈관리국장
- 서울지방보훈청장[1]
- 국가보훈처 차장[1]